# Sarcophaga piva
Sarcophaga piva är en tvåvingeart som beskrevs av Roback 1952. Sarcophaga piva ingår i släktet Sarcophaga och familjen köttflugor. Inga underarter finns listade i Catalogue of Life.